# Врањи Врх
Врањи Врх (словен. Vranji Vrh) је насељено место у општини Шентиљ, Подравска регија, Словенија.

## Историја
До територијалне реорганизације у Словенији био је у саставу старе општине Песница.

## Становништво
У попису становништва из 2011. године, Врањи Врх је имао 387 становника.
| Број становника према пописима | Број становника према пописима | Број становника према пописима |
| ------------------------------ | ------------------------------ | ------------------------------ |
| 1991                           | 2002                           | 2011                           |
| 335                            | 428                            | 387                            |

Напомена: Године 1994. увећан за део насеља Селница об Мури.